# 山形市立第九小学校
山形市立第九小学校（やまがたしりつ だいくしょうがっこう、Yamagata Civic 9th Elementary School）は、山形県山形市にある公立小学校である。

## 概要
山形市市街地からやや北西にある。近隣にイオン山形北ショッピングセンターなどの郊外型店舗が並んでいる。校章はアカシア。なお「9」の呼び方は正式には「キュウ」でなく「ク」である。

## 沿革
- 1957年（昭和32年）4月1日 - 山形市宮町観音堂(後に山形市銅町二丁目に町名変更)に開校。
- 1957年（昭和32年）9月4日 - 校章制定。
- 1996年（平成8年）3月31日 - 山形市馬見ヶ崎二丁目の現在地に校舎新築し移転。
- 2012年（平成24年）3月31日 - 校舎一部増築落成。

## 学区
- 北町四丁目15番から18番まで、嶋北一丁目、嶋北二丁目、嶋北三丁目、嶋北四丁目、土樋、桧町一丁目、桧町二丁目、桧町三丁目、桧町四丁目、馬見ケ崎一丁目、馬見ケ崎二丁目、馬見ケ崎三丁目、馬見ケ崎四丁目[1]

## 卒業後
- 第五中学校、金井中学校（一部）へ進学する